# Drusberg
Drusberg är ett berg i Schweiz.   Det ligger i distriktet Bezirk Schwyz och kantonen Schwyz, i den centrala delen av landet, 110 km öster om huvudstaden Bern. Toppen på Drusberg är 2 282 meter över havet, eller 728 meter över den omgivande terrängen. Bredden vid basen är 22,6 km.
Terrängen runt Drusberg är varierad. Närmaste större samhälle är Schwyz, 13,7 km väster om Drusberg. 
I omgivningarna runt Drusberg växer i huvudsak blandskog. Runt Drusberg är det glesbefolkat, med 20 invånare per kvadratkilometer.